# オリヴァー・ウェイクマン
オリヴァー・ウェイクマン（Oliver Wakeman、1972年2月26日 - ）は、イングランドのミュージシャン、ロック・キーボード奏者、作曲家。2009年から2011年までイエスのメンバーとして活動し、父リック・ウェイクマンの後任としてキーボード奏者を務めた。

## 略歴
オリヴァーはリック・ウェイクマンと最初の妻ロザリン・ウールフォードの長男であり、アダム・ウェイクマンの兄である。両親は彼が幼い頃に離婚した。

### ソロ
彼はアリーナのクライヴ・ノーランと共に、プログレッシブ・ロックのコンセプト・アルバム2枚、『ジャバーウォッキー』（1999年発売）と『バスカヴィル家の犬』（2002年発売）を制作した。トレイシー・ヒッチングスが両アルバムに参加し、『ジャバーウォッキー』にはリック・ウェイクマン（ナレーション）とイエスの元メンバーであるピーター・バンクスが参加している。2人は2001年に再集結し、未発表だった3枚目のアルバム『Frankenstein』用に書き下ろした曲を完成させた。これらの曲は『Tales By Gaslight』ボックスセットに収録され、また単体でもリリースされた。
ウェイクマンはスティーヴ・ハウ（元々はイエス時代の父親のバンド仲間で、後にオリヴァー自身がイエスに加入した際にもバンドメイトとして参加）と数年間にわたり共に活動していた。2人はイングランド南西部の比較的近い場所に住んでいた。ハウはウェイクマンのソロ・アルバム『ザ・3エイジズ・オブ・マジック』にゲスト参加し、ウェイクマンはハウの2005年のソロ・アルバム『Spectrum』に参加したほか、イエスのコレクション『アルティメイト・イエス』の米国盤に収録されているハウの「Australia」のレコーディングにも参加している。これら2枚のアルバムの楽曲は、ハウのボックスセット2枚にも収録されている。
ウェイクマンは、ブリストル海峡に浮かぶ小さな島、ランディ島を訪れ、そこでの体験からインスピレーションを得てCDを制作した。このCDは、1997年に初版、1999年に再リリースされた。彼はボブ・カトレイと共にイギリスとヨーロッパをツアーし、2004年にはエイリオンのアルバム『The Human Equation』にもゲスト参加した。ウェイクマンは、2007年の「RoSfest（Rites of Springフェスティバル）」で、イエス風のサウンドで知られるアメリカのプログレッシブ・ロック・バンド、スターキャッスルのキーボード奏者、ハーブ・シルトに代わって出演した。
2006年から2007年にかけて、オリヴァーはバンドと共にツアーに出て、アルバム『Mother's Ruin』の選曲や過去の作品群からの楽曲を演奏した。2007年後半、この公演はポーランドで撮影・録音され、2008年にCD/DVDパッケージとDVDシングル『Coming To Town』としてリリースされた。2009年にはシングルCDがリリースされた。
オリヴァーはクラシック・ロック協会の「最優秀キーボード奏者」賞に何度もノミネートされ、3回（2006年、2007年、2008年）受賞している。
2012年にはゴードン・ギルトラップと共に、2013年にリリースされた新作『レイヴンズ&ララバイズ』のレコーディングに取り組んだ。アルバム・リリースの準備として、2012年9月から10月にかけて2人は一緒にツアーを行った。
ツアーは2013年を通して続けられ、サマーズ・エンド・フェスティバルではフルバンドのヘッドライナーを務めた。また、オリヴァーとゴードンは2013年6月、シンガーのポール・マンジと共に、ボブ・ハリスのBBC Radio 2の番組に出演した。ツアーは2013年を通して続けられ、2014年にはフル・バンド編成でアルバム『レイヴンズ&ララバイズ』を完全再現した。これらのコンサートの録音は『From A Stage』としてリリースされ、ウェイクマンのボックスセット『Collaborations』の3枚目のCDとして収録された。
オリヴァーの『ザ・3エイジズ・オブ・マジック』は、2013年にボーナストラックと拡張ブックレットを同梱して再リリースされた。これも前述のボックスセットに収録されている。
ウェイクマンはその後の数年間、様々なアーティストのセッションに参加したほか、イエスのボックスセット『From A Page』の制作にも携わった。『Dark Fables』プロジェクトの完了後、ウェイクマンは最新アルバム『アナム・カラ (魂の友)』の制作に着手。このアルバムは2024年に発売された。

### イエス

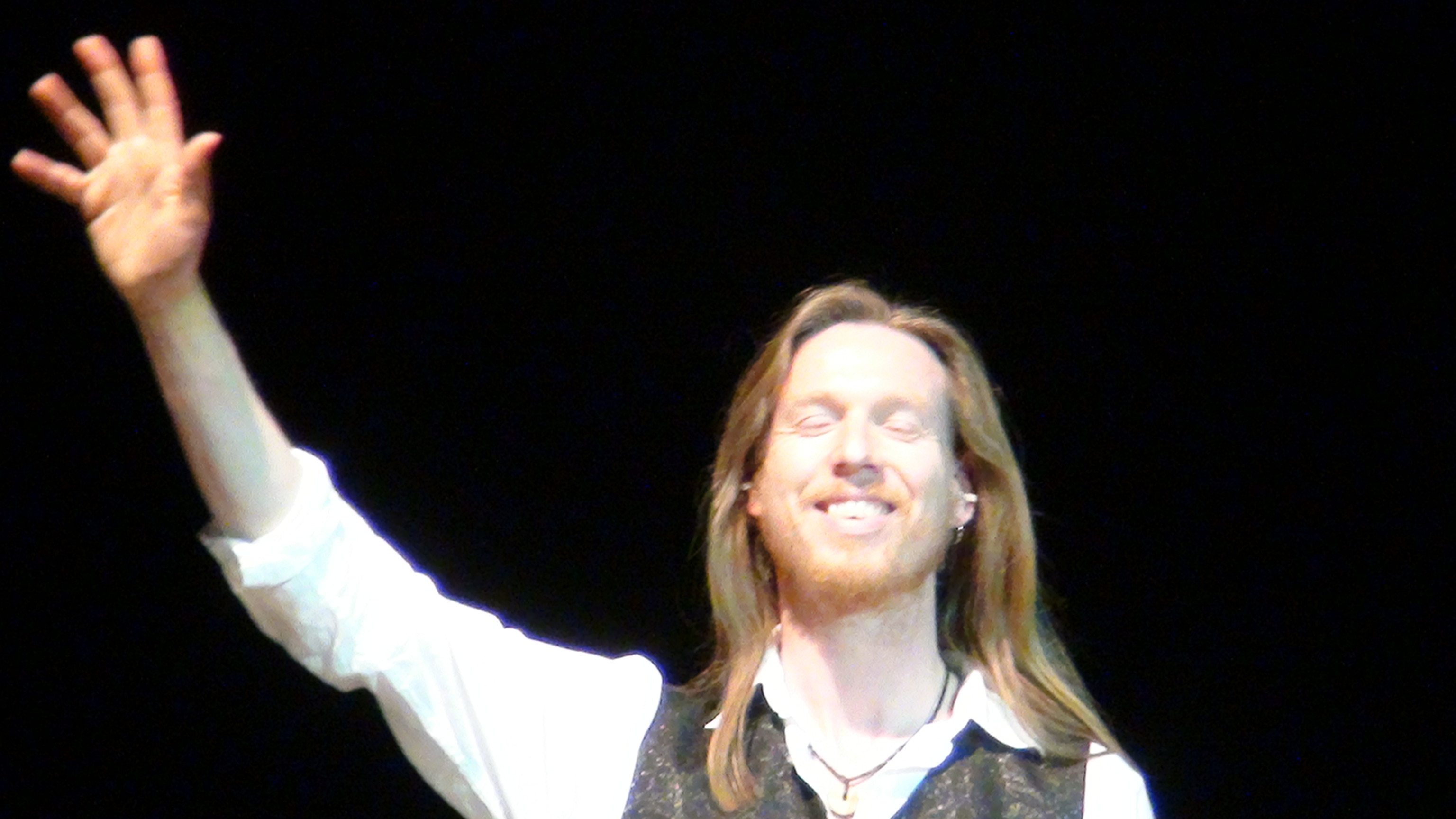
ブラジルでイエスと共演したウェイクマン（2010年11月）

2008年、イエスの公式サイトは、オリヴァー・ウェイクマンがバンド結成40周年記念ツアーに同行すると発表した。しかし、イエスのシンガー、ジョン・アンダーソンの病気のため、ツアーは延期された。2008年秋には、イエスのスティーヴ・ハウ、クリス・スクワイア、アラン・ホワイトに加え、オリヴァー・ウェイクマンとカナダ人シンガー、ベノワ・ディヴィッド（アンダーソンの代役）をフィーチャーした、リニューアル版の「イン・ザ・プレゼント・ツアー」がスタートし（「スティーヴ・ハウ、クリス・スクワイア、アラン・ホワイト・オブ・イエス」名義）、2009年まで（「イエス」名義で）継続された。ツアー第2弾は、スクワイアが2月11日に緊急の脚の手術を受けることになったため、1公演のみで中止となった。
バンドは2009年夏にツアーを再開し、2010年夏まで活動を続けた。また、イタリアのレコード会社フロンティアーズ・レコードと契約。イエスは2010年10月から11月にかけてウェイクマンとアルバム制作を開始し、同年11月から12月にかけて南米ツアーを行った。10年ぶりのアルバム『フライ・フロム・ヒア』の初期セッションでバンドに参加していたものの、レコーディング中にイエスを解雇された。ウェイクマンは「ライト・オブ・スプリング」ツアー（2011年3月から4月初旬）には参加したが、ツアー終了後に正式に脱退。アルバムの残りのセッションでウェイクマンの代役を務めていたエイジアおよび『ドラマ』時代のイエスのキーボード奏者ジェフ・ダウンズが、後に来たる夏のツアーのキーボード奏者として発表された。ウェイクマンが『フライ・フロム・ヒア』に提供した曲の一部はアルバムのリリース版に収録され、1曲で共作者としてクレジットされている。また、イエスのCDとDVDリリース作品『イン・ザ・プレゼント〜ライヴ・フロム・リヨン』ですべてのキーボードを担当している。オリヴァーはこのリリースに付随するドキュメンタリー・フィルムにも出演している。
2019年、ウェイクマンがイエスと共に作曲、レコーディングした作品が『From a Page』としてリリースされた。

### ストローブス
2009年、ウェイクマンは父がかつて所属していたバンド、ストローブスのカナダ、イギリス、イタリア・ツアーに2010年まで参加した。
彼は同バンドと共にアルバム『Dancing to the Devil's Beat』をレコーディングし、2009年にリリースした。
2010年には、ストローブスの40周年記念ライブ2枚組CD『Strawberry Fayre』に参加した。
ウェイクマンはイエスとのレコーディングを予定していたため、2010年後半のツアーには参加しなかった。

## ディスコグラフィ

### ソロ・アルバム
- Heaven's Isle (1997年、Opus Music)
- 『ザ・3エイジズ・オブ・マジック』 - The 3 Ages of Magick (2001年、Resurgence) ※with スティーヴ・ハウ
- Chakras (2002年、Disky/EMI)
- Purification by Sound (2003年、President)
- Spiritual Enlightenment & Inspiration (2002年、Disky/EMI)
- Mother's Ruin (2005年、ProgRock)
- 『アナム・カラ (魂の友)』 - Anam Cara (2024年、Spirit of Unicorn/Cherry Red/Elflock)

### ライブ・アルバム
- Coming to Town - Live from Katowice (2009年、MetalMind) ※オリヴァー・ウェイクマン・バンド名義

### オリヴァー・ウェイクマン & ロドニー・マシューズ
- Trinity (2019年) ※with ロドニー・マシューズ、ジェフ・シーツ
- In the Bleak Midwinter (2019年) ※EP with ロドニー・マシューズ
- Yendor The Journey Of A Junior Adventurer (2020年) ※EP with サラ・マシューズ、 ロドニー・マシューズ
- Palace of Hearts EP (2025年予定) ※EP with ロドニー・マシューズ

### オリヴァー・ウェイクマン & クライヴ・ノーラン
- 『ジャバーウォッキー』 - Jabberwocky (1999年、Verglas Music)
- 『バスカヴィル家の犬』 - The Hound of the Baskervilles (2002年、Verglas Music)
- Dark Fables (2021年、Elflock) ※『Tales by Gaslight』3CDセットのディスク3

### オリヴァー・ウェイクマン & ゴードン・ギルトラップ
- 『レイヴンズ&ララバイズ』 - Ravens & Lullabies (2013年、Esoteric Antenna)
- From A Stage (Live) (2022年、Elflock) ※『Collaborations』3CDセットのディスク3のみ

### EP
- Mother's Ruin EP (2006年、Loa)
- The View From Here (2002年、Watermark) ※with Rachel Williams

### ボックスセット
- Tales By Gaslight (2021年、Elflock) ※オリヴァー・ウェイクマン & クライヴ・ノーラン名義 3CDボックスセット
  - CD1 Jabberwocky
  - CD2 The Hound of the Baskervilles
  - CD3 Dark Fables
- Collaborations (2022年、Elflock) ※オリヴァー・ウェイクマン名義 3CDボックスセット
  - CD1 The 3 Ages of Magick
  - CD2 Ravens & Lullabies
  - CD3 From A Stage (Live with Gordon Giltrap)

### ストローブス
- Dancing to the Devil's Beat (2009年、Witchwood Media)
- Strawberry Fayre (2010年、Witchwood Media) ※ライブ

### イエス
- 『イン・ザ・プレゼント〜ライヴ・フロム・リヨン』 - In the Present – Live from Lyon (2011年、Frontiers)
- 『フライ・フロム・ヒア』 - Fly from Here (2011年) ※4曲でキーボード演奏
- 『フライ・フロム・ヒア：リターン・トリップ』 - Fly  from Here : Return Trip (2018年) ※4曲でキーボード演奏
- From a Page (2019年) ※2010年録音

### ライト・フリーダム・リヴァイヴァル
- Eterniverse Deja Vu (2017年)
- Truthonomy (2018年)
- Musicsoul Continuum: Jon Anderson Tribute Album (2020年)